# Yakama
Los yakama (o yakima) son una tribu que habla una lengua sahaptiana, cuyo nombre proviene de yaqimá “fugitivos”, pero que se autodenomina Pa Kiut Lema o Waptailmin, “Gente de los estrechos”. Está formada por unas 14 tribus (Kah-milt-pah, Klickitat, Klinquit, Kow-was-say-ee, Li-ay-was, Oche-chotes, Palouse, Pisquose, Se-ap-cat, Shyiks, Skinpah, Wenatshapam, Wishram y Yakama), divididas en dos grupos:
- Alto Yakima, o kikkitas.
- Bajo Yakima, o Wenas Creek.

## Localización
Originariamente vivían divididos entre las dos orillas del río Columbia, entre los ríos Wenatchee y Yakima, en el estado de Washington.

## Demografía
Posiblemente eran unos 7000 individuos en 1750. Sin embargo, la viruela los redujo de 7000 en 1805 a 2000 en 1853. Hacia 1910 sólo quedaban 2300 individuos. En 1950 eran unos 3299 en la reserva, pero aumentaron a 4442 en 1970 y a 8000 en 1980, de los cuales sólo 3000 hablaban la lengua sahaptiana.
Según datos de la BIA de 1995, en la Reserva Yakima vivían 15 968 personas, pero en el rol tribal estaban apuntadas 8624.
Según datos del censo de 2000, había 8481 yakima puros, 561 mezclados con otras tribus, 1619 mezclados con otras razas y 190 con otras tribus y otras razas. En total, 10 851 individuos.

## Costumbres
Hacia 1750 eran probablemente unos 7000, y vivían en 60-70 poblados independientes. Su vivienda era el tipi de piel en el verano. En invierno usaban viviendas con alfombras (los kikkitas vivían en conjuntos de entre 5 y 15 cabañas donde convivían hasta tres generaciones), y se dedicaban tanto a la pesca del salmón durante el invierno como a la caza del búfalo durante el verano, al tiempo que comerciaban con otras tribus. Su dieta se componía de bayas, nueces y bellotas, de salmón y del yámish o gamo. Eran buenos fabricantes de cestería y de alfombras. 
Usaban como moneda y adorno las conchas de dentalium o haiqua, como otras tribus de la zona, y a menudo se casaban con miembros de otras tribus sahaptianas.
Según sus leyendas, Anaku Iwacha fue el creador del mundo, y consideraban como héroe mitológico a Speelyáý o Coyote. Consideraban sagradas tanto la montaña Mount Sacred Adams, llamada Páhto (“está arriba”), como el río Columbia, llamado Enchewána (“gran río”). Creían en el waánpsha o “poder medicina”, como la mayoría de tribus indias, y creían en T’amanws, el espíritu creador. Y como la mayoría de tribus californianas, tenían una casa de sudor o Xwísach.
En cuanto a otros rasgos, su cultura era similar a la de las demás tribus sahaptianas, como los nez perce, klikitat, wanapam, tenino, walula o Walla Walla, umatilla y cayuse.

## Historia
Se cree que llegaron al territorio hacia el 12000 a. C.. Según sus leyendas, afirmaban que los wahtéetas eran el pueblo más antiguo que vivía en la zona. Y no formaron una tribu unida hasta 1750 aproximadamente, gracias a los esfuerzos del caudillo We-ow-wicht (muerto en 1800). Hacia 1730 obtuvieron caballos de los shoshones, y desde 1811 comerciaron con ellos en la llanura. Pero en 1775 sufrieron también la primera epidemia de viruela.
Les visitó la expedición de Lewis y Clark en 1806, que les llamaron cutsahim y calcularon su número en unos 1200 individuos. Pronto comenzaron a establecerse los blancos en su territorio. En 1811, la American Fur Company fundaría Fort Astoria, mientras que los británicos a su vez fundaban Fort George en 1813, y Fort Vancouver en 1825.
Hacia 1840 los caudillos Kamiakin y Owhi introdujeron la ganadería entre los yakama. En 1834 recibieron la visita del pastor metodista Nathaniel Blake, y en 1847 se fundó la Misión Protestante Yakima. A pesar de todo, Kamiakan rechazó el bautismo. En 1862 el religioso M.L. Pandosy compuso una gramática y un diccionario yakama.
En 1852-1853 sufrieron una fuerte epidemia de viruela que los redujo de 7000 a 2000 individuos. Además, en 1853 su territorio fue dividido entre los territorios norteamericanos de Washington y Oregón. En 1854 se reunieron para negociar con George McClellan los caudillos Teias y Owhi, del Norte, y Kamiakin, Skloom y Showayway, del Sur, así como caudillos de otras tribus: el spokane Garry, el nez perce Lawyer, el walla walla Peupeumoxmox y el sk’in-pah Meninock. Todos juntos firmarían en mayo de 1855 el Tratado de Wallawalla, aunque se opusieron a ceder tierras a los blancos. Se crearían las reservas Nez Perce, Yakima y Wallawalla-Umatilla, y se firmó por 14 bandas yakima: yakima, palus, wenatchi, wenatsshaprin, klikitat, wishham (The Dalles), Sk’in-pah, Kah-milt-pah o Rock Creek y seis más. Cedieron un total de 10 800 000 acres a los EE. UU. a cambio de una reserva de 1 200 000 acres  en el Estado de Washington, y que no les molestaran más. 
En 1855 muchos se convirtieron al cristianismo y establecieron una confederación de 14 tribus bajo el mando del líder Kamiakin (1804-1877). 
Sus tierras, sin embargo, fueron invadidas por los colonos y mineros, de manera que provocarían la trágica e inútil Guerra Yakima de 1855-1858, que estalló cuando mataron en defensa propia a algunos buscadores de oro que invadieron su territorio. Kamiakin juntó 700 guerreros e intentó tomar Fort Wallawalla donde, tras tres años de emboscadas e incursiones contra colonos, así como diversas traiciones por parte de los blancos (el jefe walla walla Peupeumoxmox fue asesinado bajo bandera de tregua y Owhi de un tiro en la espalda cuando intentaba escapar), fue vencido por los norteamericanos en Four Lakes (cerca del río Spokane) en septiembre de 1858. Hubo de huir a Canadá, y 34 líderes indios fueron ahorcados. Por este motivo, algunas tribus hubieron de abandonar la reserva.
Aun así, consiguieron que con el Tratado de Paz de 1859 se hiciese efectivo el tratado firmado en 1855. Finalmente ofrecieron el retorno a los exiliados Skloom (muerto en 1861) y Kamiakin, pero éstos no aceptaron.
En 1861 el pastor metodista James Wilbur fundaría las primeras escuelas, y en 1867 se establecería la primera misión católica. Todos les ayudaron a introducir en la reserva el sistema de irrigación de tierras en 1865.
Además, desde 1867 eligieron un gobierno tribal de la reserva. El primer jefe fue el klikitat White Swann o Joe Stwire, quien ocuparía el cargo hasta su muerte en 1910. En 1871 ya dedicaban al cultivo más de 4000 acres , y tenían 12 000 caballos   y  1200 cabezas de ganado. De 1870 a 1890 la capital de la reserva pasaría de Wárshat a Kotiahkan, centro religioso.
Hacia 1883 llegaría el ferrocarril a su territorio, y desde 1887 intentaron aplicarles la Allotment Act. También penetraron las sectas sincréticas indias de los shakers en 1899 y el Feather Cult en 1904, que se hizo fuerte entre los klikitats.
Se calcula que en 1914 vivían en la reserva 4506 acres  indios que poseían 400 000 acres . En 1905 los dirigentes yakima George Menicock y Jim Wallahee reclamaron al gobierno de Washington las tierras que les habían sido arrebatadas, pero que les correspondían por el tratado de 1855.
En 1933 se formaría un nuevo gobierno tribal de 14 miembros, y en 1949 se constituyeron oficialmente como Nación Yakima, pero la construcción en 1941 de la Presa Gran Coulee les provocó la intervención legal de numerosas tierras. 
A pesar de todo, en 1950, gracias a las gestiones de Kiutus Jim, recibieron una compensación de 15.019.640 dólares por los derechos de pesca arrebatados en Cecilio Falls. Actualmente, ya no se distinguen los yakama del resta de tribus de la reserva. Durante los años sesenta se movilizaron en defensa de sus derechos de pesca en Oregón y Washington, de lo cual no informaron en su revista fundada en 1970 The Yakima Nation Review. El 13 de octubre de 1968 celebraron con otras tribus coast salish y oregonianas un acto pesquero en Frank’s Landing, cerca del río Nisqually (Washington); en él, un veterano de guerra condecorado en Vietnam, Sidney Mills, yakama-cherokee, hizo una proclama de Red Power y renunció a servir en el ejército de los EE. UU., razón por la cual fue arrestado. En 1971 Sid Mills fundó una sese de la AIM en Seattle, con Steve Robideau. En 1972 el líder tribal era Robert Jim, y consiguió que recibiesen en compensación 21 880 acres. De esta manera, la Reserva Yakama en 1980 tenía 8000 habitantes de derecho (pero solo 5000 de hecho) y 1 371 918 acres.